# Videoschnitt

Linearer Videoschnittplatz mit MAZ-Zuspieler und -Rekorder, Video Editor, digitalem Bildmischer, Waveformmonitor und Vektorskop, Audiomischer.

Beim Videoschnitt werden von einem Editor Sequenzen aus Video-Quellmaterial durch Kopieren auf ein Zielmedium aneinandergereiht. Dabei entsteht ein inhaltlich und dramaturgisch gestaltetes Sendeband oder Video.
Der Videoschnitt entspricht grundsätzlich dem gestalterischen Prozess des Filmschnitts. Der eigenständige Begriff hat sich im Sprachgebrauch vor allem aufgrund der verwendeten Technik etabliert. Doch durch die Digitale Revolution, und die mit ihr verbundene Digitalisierung aller Arbeitsprozesse, die früher einerseits am Filmschneidetisch und andererseits am Videoschnittplatz durchgeführt wurden, ist diese Unterscheidung überholt. Während im 20. Jahrhundert teure Maschinen benötigt wurden, um Videos zu schneiden, ist dies im 21. Jahrhundert mit Videobearbeitungssoftware an herkömmlichen Computern möglich.
Der Videoschnitt ist eine wichtige Phase in der Videobearbeitung. Zu den Techniken des Videoschnitts gehört das Trimmen einzelner Videosegmente, das Neuanordnen von Clips und das Hinzufügen von Übergängen.

## Arten des Videoschnitts

### Linearer Schnitt
Der lineare Schnitt wird an einem Maschinenschnittplatz durchgeführt.
Beim linearen Schnitt werden die Videosignale von einer Quelle – zum Beispiel einer Magnetaufzeichnung (MAZ) – auf ein Ziel kopiert. Dabei trat vor der Einführung digitaler Formate immer ein Generationsverlust auf.
Anfangs war dies nur im Assemble-Schnitt möglich, dabei konnten die einzelnen Abschnitte nur wie bei einer Perlenkette nacheinander kopiert werden, und wiederum Bild und Ton nur gemeinsam. Eine Änderung einer Sequenz ist nur mit einem erneuten Kopieren möglich, bei Längenänderung oder Einfügen einer neuen Szene müssen alle nachfolgenden Szenen neu geschnitten werden.
Später konnten im Insert-Schnitt auch einzelne Bild- und Tonabschnitte gezielt in einen bestehenden Abschnitt hinein geschnitten werden. Dabei wurde der ursprünglich bestehende Abschnitt aber stets überschrieben.
Durch diese Inflexibilität im Vergleich zur Methode des nichtlinearen Schnittes spielt der lineare Schnitt heutzutage keine nennenswerte Rolle mehr. Dennoch gibt es einzelne Funkhäuser, die noch lineare Schnittplätze besitzen.

### Nichtlinearer Schnitt
Der nichtlineare Schnitt wird auf Computern durchgeführt, die mit Videoschnittsoftware und passender Hardware ausgestattet sind.
Beim nichtlinearen Schnitt werden die Signale zuerst auf Festplatten gespeichert. Analoge Daten werden entsprechend digitalisiert. Anschließend können dann einzelne Segmente zusammengefügt werden, auch Bild und Ton getrennt. Dadurch ist es im Gegensatz zum linearen Schnitt möglich, Videosignale in eine bestehende Sequenz einzufügen, ohne etwas zu überschreiben – wie vorher beim klassischen Filmschnitt, wenn ein Filmstreifen an einer Schnittstelle eingeklebt wurde. Durch die Digitalisierung wird zudem der Generationsverlust durch das mehrfache Kopieren vermieden.
Um den Aufwand an benötigter Hardware und die Bearbeitungszeiten zu verringern, wird zwischen Online- und Offline-Editing unterschieden:
- Beim „Online-Editing“ wird das Material in bestmöglicher Qualität digitalisiert und dann im Computer direkt auf das Master – das sendefähige Band, von dem gegebenenfalls neue Kopien für die Verbreitung gemacht werden – geschnitten.
- Beim „Offline-Editing“ wird nur mit verminderter Qualität digitalisiert, was es oftmals, besonders bei Spielfilm-Projekten, erst ermöglicht, das gesamte Projekt auf einmal zu bearbeiten. Um ein sendefähiges Master zu erhalten, werden die Schnittdaten des Projekts in einer Schnittliste („Edit Decision List“) gespeichert, welche dann später im Online-Schnittverfahren automatisch abgearbeitet wird, um den Offline-Schnitt auf der Basis der unkomprimierten Daten „nachzubauen“.

Das Digitalisieren des Materials bedeutet bei der aktuellen Berichterstattung im Fernsehen einen unerwünschten zeitlichen Mehraufwand. Seit Beginn des 21. Jahrhunderts findet man daher bei Videokameras auch angebaute Festplattenrecorder, mit deren Hilfe man die aufgezeichneten Videosignale ohne Kopie direkt am NLE-System verarbeiten kann. Zur Sicherheit kann zusätzlich auch noch auf Band aufgezeichnet werden.
Die Software zum nichtlinearen Videoschnitt wird im Artikel Videoschnittsoftware behandelt.

## Ausbildung
siehe hierzu: Filmeditor